# Uusküla (Jõelähtme)
Uusküla is een plaats in de Estlandse gemeente Jõelähtme, provincie Harjumaa. De plaats heeft de status van dorp (Estisch: küla).

## Bevolking
Het dorp had 466 inwoners op 31 december 2011 en 460 inwoners op 31 december 2021.

## Ligging
De plaats ligt aan de Finse Golf.